# The Greatest (2024)
The Greatest ist ein Filmdrama von Ryan Sarno. Der in den 1960er Jahren spielende Film mit Isaac Nevrla und Sergio Acevedo in den Hauptrollen als zwei junge Männer, die eine homosexuelle Beziehung führen, feierte Mitte März 2024 beim Cinequest Film & Creativity Festival seine Premiere.

## Handlung
Anfang der 1960er Jahre in New York. Jay McKlien arbeitet in der Anwaltskanzlei seines Vaters, ist frisch mit Beverly verheiratet, und die beiden haben einen gemeinsamen Sohn. Der gutaussehende junge Mann führt jedoch ein Doppelleben und hat eine Affäre mit dem Barmann Ricky, den er einige Jahre zuvor bei einem Familienausflug am Strand kennenlernte.
Eines Tages findet Beverly Rickys Telefonnummer, ruft diese an und erfährt hierdurch von Jays Affäre. Sie weiß, dass sie ihren Mann nicht verlassen kann, denn als Frau ohne eigenes Einkommen würde sie dann den verschwenderischen Lebensstil riskieren.

## Produktion
Regie führte Ryan Sarno, der auch das Drehbuch schrieb. Es handelt sich bei The Greatest um seinen zweiten Langfilm nach dem Fernsehfilm Entitled von 2019.
Isaac Nevrla, der zuvor nur in einigen Kurzfilmen und in Nebenrollen in Fernsehserien zu sehen war, spielt den New Yorker Jay McKlien. Isabela Jacobsen spielt dessen Ehefrau Beverly und Sergio Acevedo, der bereits in Sarnos Entitled zu sehen war, Isaacs Freund und Affäre Ricky. Als älterer Mann wird Jay McKlien von Geoff Burt gespielt. Jarred Harper spielt Henry McKlien.
Der Film feierte am 16. März 2024 beim Cinequest Film & Creativity Festival seine Premiere.